# Згорня Орлиця
Згорня Орлиця (словен. Zgornja Orlica) — поселення в общині Рибниця-на-Похорю, Регіон Корошка, Словенія. Висота над рівнем моря: 662,9 м.